# Cuautempan
Cuautempan es una localidad del estado mexicano de Puebla. Es cabecera del municipio de Cuautempan.

## Demografía
| Censo | Población |
| ----- | --------- |
| 1900  | 2521      |
| 1910  | 2441      |
| 1921  | 2703      |
| 1930  | 1531      |
| 1940  | 1832      |
| 1950  | 1655      |
| 1960  | 1837      |
| 1970  | 2044      |
| 1980  | 2199      |
| 1990  | 2788      |
| 1995  | 747       |
| 2000  | 848       |
| 2005  | 1007      |
| 2010  | 1094      |
| 2020  | 1232      |